# Vana-Võromaa Museum
Het Vana-Võromaa Museum is een museum gevestigd in de Estse stad Võru, dat een uitgebreid overzicht biedt van de geschiedenis van de provincie Võrumaa. Het museum werd opgericht in 1966 en heeft sindsdien talrijke archeologische vondsten, oude voorwerpen en historische documenten verzameld. De permanente tentoonstellingen belichten de geschiedenis van Võrumaa, inclusief de ontwikkeling van de Võro-taal, de oprichting van de stad Võru en regionale economische en culturele aspecten.
Het museum bied ook inzicht in een specifieke sauna-traditie uit de regio Võrumaa, die op de Werelderfgoedlijst voor Immaterieel cultureel erfgoed van UNESCO staat. Er zit een kunstgalerie aan het museum verbonden die voornamelijk werk laat zien van kunstenaars uit de provincie. Het museum valt onder de museumafdeling van het Võru instituut.
Vana-Võromaa Museum · F.R. Kreutzwald-museum · Landbouwmuseum van Mõniste · Openluchtmuseum Karilatsi